# フツ
フツ (Hutu、フトゥ) は、アフリカ中央部のブルンジとルワンダに居住する「3つの民族（フツ、ツチ、トゥワ）」集団の中で最も大きな集団。

## 概要
CIAによると、ルワンダ人の84%、ブルンジ人の85%がフツである。しかし統計により数%の違いがある。フツとツチは同じ宗教、同じ言語を共有している。文化的に見た場合、2つの集団の違いは民族性に基づいているというよりも階級的に分けられた、人工的なものである。幾人かの学者が指摘するように、ドイツ及びベルギーの植民地支配がフツとツチの民族性の概念を作り上げるのに重要な役目を果たしたと考えられている。フツとその地域に居住する他の民族集団、特にツチとの間には文化的な違いはほとんど存在しない。 ピグミー系のトゥワ（Twa）とは身体、特に身長の差異が大きく、遺伝的にも差異が認められる。かつてはツチは「ハム族あるいはナイル系で背が高く鼻が細い」とされ、フツは「背が低く鼻が広い」とされていた。

## 起源に関する議論
フツは11世紀頃にチャドの辺りから（現在のルワンダなどの国を含む）大湖沼地域にたどり着き、ピグミー系のトゥワと入れ替わった。フツはこの地域で主流となり、ツチが来る前に数々の小さな王国を形成した。
これ以降については複数の説がある。ハム仮説系の説では15世紀にエチオピアからハム系のツチが同地域に来て18世紀までフツとトゥワを征服した、としてきた。しかしフツとツチは元々同じ民族で、植民地化を進めたドイツ人とベルギー人が彼らの支配を正当化するため、ツチを地域的な中間支配者として人工的に作り出したとも考えられる。ただしこれが歴史修正主義とみなされる場合もある。
関連のある2つの民族がヨーロッパ人により分断された。マフムード・マムダーニは、ベルギー領ルアンダ＝ウルンディ時代にベルギー当局がツチとフツをウシの保有数、身体的特徴や教会記録で作り上げたと発表した。ツチによる君主政は1960年代にベルギー人が同地域から引き上げるまで続いた。ベルギー人が引き上げる際にルワンダでは「民主化」としてツチによる君主制が打倒され、1962年にルワンダとブルンジがそれぞれ独立した。

## 脱植民地後
ベルギー支援によるツチのルワンダ王制は1959年まで続き、キゲリ5世の亡命で終わった。ブルンジでは1966年に王制は廃止されたが、ツチが軍と政権を維持した。
ブルンジでは1972年にフツの反乱の反動としてフツの虐殺が起こされ 、死者は推計で100,000から300,000人に上った。1993年ブルンジで初の民主的選挙が行われ、メルシオル・ンダダイエが大統領に選ばれたがツチの民兵に暗殺された。ツチはブルンジで依然として権力を握っているが、2005年にはピエール・ンクルンジザが2人目の選挙によるフツ系大統領となった。
ルワンダでも虐殺が起きた。
1994年のルワンダ虐殺では推計800,000人の主にツチが殺害された。トゥワも3割が殺害された。
2006年の時点では暴力は沈静化しているが、ルワンダとブルンジの緊張状態は続いており、数万のルワンダ人が国外へ逃れた（大湖沼難民危機）。

## 脚註
1. 1 2  不明. “Rwanda: People”.   CIA World Factbook. 2006年10月31日閲覧。
2. 1 2  不明. “Burundi: People”.   CIA World Factbook. 2006年10月31日閲覧。
3. ↑  “Kinyarwanda”. 2006年10月31日閲覧。
4. ↑  不明. “Twa”.   Encyclopædia Britannica. 2006年11月1日閲覧。
5. ↑  “The Meaning of “Hutu,” “Tutsi,” and “Twa””.  Human Rights Watch (1999年). 2006年10月31日閲覧。
6. 1 2  “Burundi: History”.   Lonely Planet Publications. 2006年12月30日閲覧。
7. ↑  Joseph Mutaboba. “I am Rwandese (at bottom of page)”.   New Internationalist. 2008年6月12日時点のオリジナルよりアーカイブ。2006年10月31日閲覧。
8. ↑  Saumitra Sen (2006年10月30日). “Invasion Theories”. 2006年10月31日閲覧。
9. ↑  Vernellia R., Randall (2006年2月16日). “Sexual Violence and Genocide Against Tutsi Women”.  University of Dayton. 2007年1月3日閲覧。
10. ↑  Mahmood Mamdani, When Victims Become Killers: Colonialism, Nativism, and the Genocide in Rwanda, Princeton, NJ: Princeton University Press, 2001.
11. ↑  Michael Bowen, Passing by;: The United States and genocide in Burundi, 1972, Carnegie Endowment for International Peace, 1973, pp.49
12. ↑  René Lemarchand, Selective genocide in Burundi, Report - Minority Rights Group; no. 20, 1974, pp.36
13. ↑  Rene Lemarchand, Burundi: Ethnic Conflict and Genocide, New York: Woodrow Wilson Center and Cambridge University Press, 1996, pp.232.
  - Edward L. Nyankanzi, Genocide: Rwanda and Burundi, Schenkman Books, 1998, pp.198
14. ↑  Christian P. Scherrer, Genocide and crisis in Central Africa: conflict roots, mass violence, and regional war; foreword by Robert Melson. Westport, Conn.: Praeger, 2002.
15. ↑  Weissman, Stephen R. "Preventing Genocide in Burundi Lessons from International Diplomacy Archived 2009年3月11日, at the Wayback Machine.", United States Institute of Peace
16. ↑  Rwanda 1994: Genocide + Politicide, Christian Davenport and Allan Stam
17. ↑  “The Hutu Revolution”.   Human Rights Watch (1999年). 2006年10月31日閲覧。
18. ↑  “Timeline of the genocide”.  PBS. 2006年12月30日閲覧。
19. ↑  “How the genocide happened”. BBC. (2004年4月1日) 2006年10月31日閲覧。
20. ↑  “Minorities Under Siege: Pygmies today in Africa”. IRIN. (2006年).  オリジナルの2006年12月1日時点におけるアーカイブ。 2006年12月11日閲覧。
21. ↑   (Great Lakes refugee crisis)